# Deutsche Badmintonmeisterschaft 2005
Die Deutsche Badmintonmeisterschaft 2005 fand vom 3. bis zum 6. Februar 2005 in Bielefeld statt.

## Medaillengewinner
| Disziplin    | Gold                                                                     | Silber                                                                         | Bronze                                                                        |
| ------------ | ------------------------------------------------------------------------ | ------------------------------------------------------------------------------ | ----------------------------------------------------------------------------- |
| Herreneinzel | Marc Zwiebler (1. BC Beuel)                                              | Björn Joppien (FC Langenfeld)                                                  | Conrad Hückstädt (SG EBT Berlin)                                              |
| Herreneinzel | Marc Zwiebler (1. BC Beuel)                                              | Björn Joppien (FC Langenfeld)                                                  | Andreas Wölk (FC Langenfeld)                                                  |
| Dameneinzel  | Xu Huaiwen (1. BC Bischmisheim)                                          | Juliane Schenk (SC Union 08 Lüdinghausen)                                      | Katja Michalowsky (PSV Ludwigshafen)                                          |
| Dameneinzel  | Xu Huaiwen (1. BC Bischmisheim)                                          | Juliane Schenk (SC Union 08 Lüdinghausen)                                      | Petra Overzier (1. BC Beuel)                                                  |
| Herrendoppel | Kristof Hopp (1. BC Bischmisheim) Ingo Kindervater (TuS Wiebelskirchen)  | Michael Fuchs (1. BC Bischmisheim) Roman Spitko (TuS Wiebelskirchen)           | Jochen Cassel (TuS Wiebelskirchen) Tim Dettmann (SG EBT Berlin)               |
| Herrendoppel | Kristof Hopp (1. BC Bischmisheim) Ingo Kindervater (TuS Wiebelskirchen)  | Michael Fuchs (1. BC Bischmisheim) Roman Spitko (TuS Wiebelskirchen)           | Thomas Tesche (1. BC Bischmisheim) Joachim Tesche (1. BC Bischmisheim)        |
| Damendoppel  | Juliane Schenk (SC Union 08 Lüdinghausen) Nicole Grether (EBT Berlin)    | Kathrin Piotrowski (FC Langenfeld) Sandra Marinello (SC Union 08 Lüdinghausen) | Xu Huaiwen (1. BC Bischmisheim) Carina Mette (1. BC Bischmisheim)             |
| Damendoppel  | Juliane Schenk (SC Union 08 Lüdinghausen) Nicole Grether (EBT Berlin)    | Kathrin Piotrowski (FC Langenfeld) Sandra Marinello (SC Union 08 Lüdinghausen) | Stefanie Müller (FC Langenfeld) Anika Sietz (PSV Ludwigshafen)                |
| Mixed        | Ingo Kindervater (TuS Wiebelskirchen) Kathrin Piotrowski (FC Langenfeld) | Jochen Cassel (TuS Wiebelskirchen) Birgit Overzier (1. BC Beuel)               | Michael Fuchs (1. BC Bischmisheim) Caren Hückstädt (BW Wittorf)               |
| Mixed        | Ingo Kindervater (TuS Wiebelskirchen) Kathrin Piotrowski (FC Langenfeld) | Jochen Cassel (TuS Wiebelskirchen) Birgit Overzier (1. BC Beuel)               | Kristof Hopp (1. BC Bischmisheim) Sandra Marinello (SC Union 08 Lüdinghausen) |